# Adolf Šimperský
Adolf Šimperský (Prága, 1909. augusztus 5. – 1964. február 15.), világbajnoki ezüstérmes csehszlovák válogatott labdarúgó.
A csehszlovák válogatott tagjaként részt vett az 1934-es világbajnokságon.

## Sikerei, díjai
Slavia Praha
- Csehszlovák bajnok (7): 1928–29, 1929–30, 1930–31, 1932–33, 1933–34, 1934–35, 1936–37

Csehszlovákia
- Világbajnoki döntős (1): 1934